# Édouard Michelin (1859–1940)

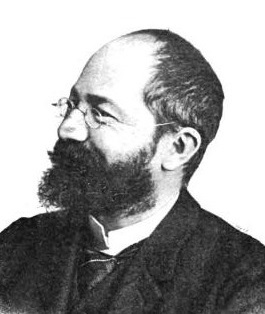
Edouard Michelin

Édouard Michelin (ur. 23 czerwca 1859 w Clermont-Ferrand, zm. 25 sierpnia 1940 w Orcines) – francuski przemysłowiec i wynalazca, który wraz ze swoim bratem André Michelinem wynaleźli w 1891 roku rozbieralną oponę pneumatyczną z dętką. Początkowo ich wynalazek znalazł zastosowanie w kołach rowerowych, a w 1894/1895 dostosowali go do kół samochodowych.
Zakłady Michelin w Clermont-Ferrand stały się w ciągu stulecia istnienia jednym z największych na świecie producentów opon samochodowych.